# 段双泉
段双泉（1941年—），河北徐水人，中国人民解放军将领、中国人民解放军中将。 
曾任国防科委基地专业技术培训班学员、基地六部六处计算员、司令部计算所参谋、基地六部司令部作训科参谋、副科长，基地遥测遥控站喀什观察站站长，军事学院学员，基地副参谋长、参谋长、司令员，国防科工委副参谋长、总装备部副参谋长、总装备部参谋长。 
2001年，授予中国人民解放军中将军衔。